# Panic in the Streets
Panic in the Streets is een Amerikaanse film noir uit 1950 geregisseerd door Elia Kazan en met in de hoofdrollen Richard Widmark en een debuterende Jack Palance. De film werd destijds uitgebracht onder de titel Paniek op straat.

## Verhaal
Nadat straatcrimineel Blackie een jongen heeft vermoord slaat hij op de vlucht. Als de volgende ochtend dokter Clint Reed erachter komt dat de vermoorde man aan een besmettelijke ziekte leed, moeten ze alles op alles zetten om ervoor te zorgen dat de moordenaar gepakt wordt voor de ziekte zich verder verspreidt.

## Rolverdeling
| Acteur             | Personage      |
| ------------------ | -------------- |
| Richard Widmark    | Dr. Clint Reed |
| Paul Douglas       | Tom Warren     |
| Barbara Bel Geddes | Nancy Reed     |
| Jack Palance       | Blackie        |
| Zero Mostel        | Fitch          |
| Dan Riss           | Reporter Neff  |
| Tommy Cook         | Vince Poldi    |
| Daniela Rocca      | Rosana         |
| Pat Walsche        | Zichzelf       |